# Hypernova
Pour les articles homonymes, voir Hypernova (homonymie).

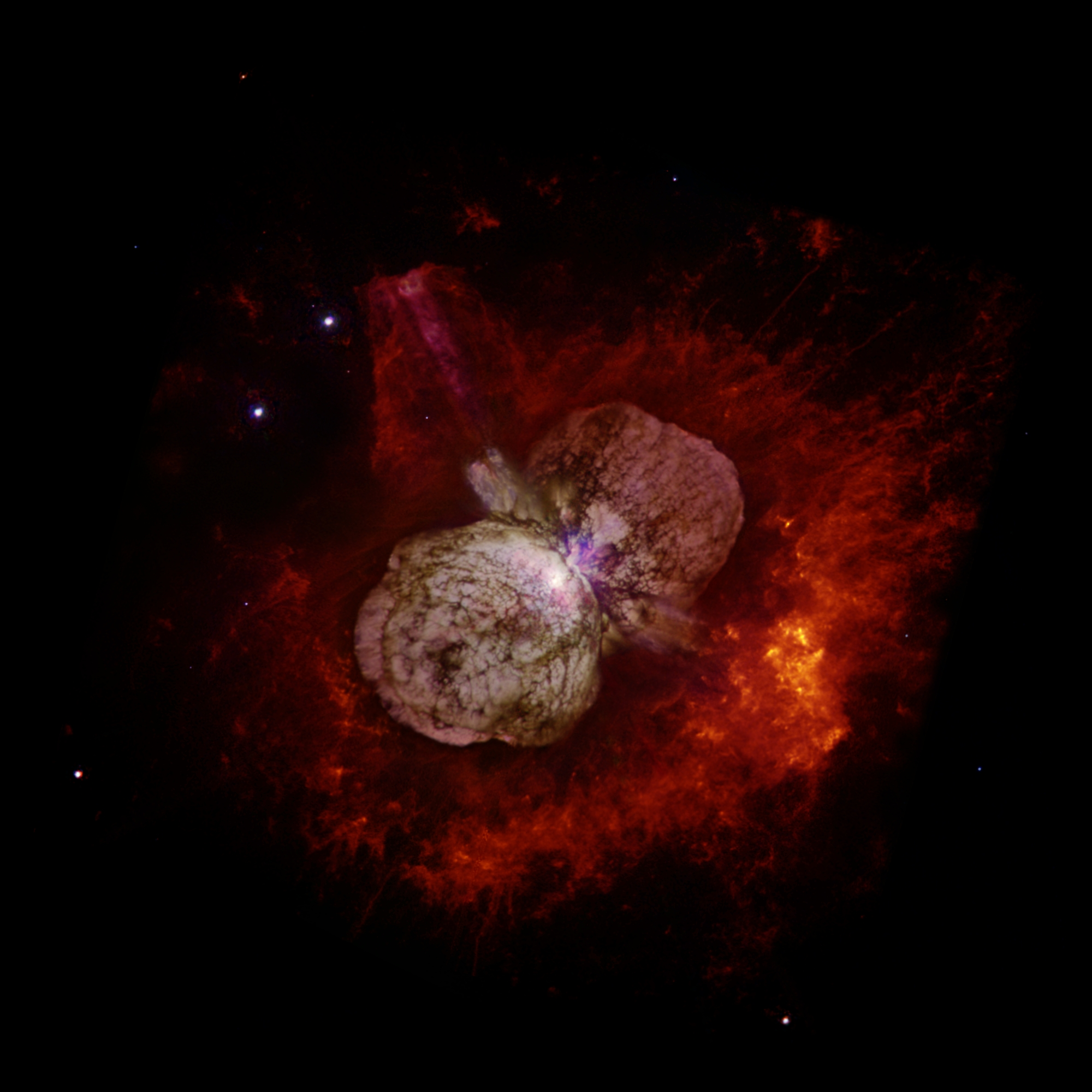
η Carinae, dans la constellation de la Carène, est une candidate pour une hypernova.

En astronomie, une hypernova, ou supernova superlumineuse (nom plus courant dans les publications récentes ; en abrégé SNSL, ou en anglais SLSN pour superluminous supernova), est une explosion qui libérerait l'énergie de plus de 100 supernovas, soit environ 1046 joules. Il s'agirait des explosions les plus puissantes de notre Univers depuis le Big Bang. Depuis la fin des années 1990, le terme désigne plus spécifiquement l'effondrement en fin de vie d'une étoile exceptionnellement massive. Ces étoiles sont très rares et il est estimé qu'une hypernova se produit dans la Voie lactée seulement une fois tous les 200 millions d'années.
Dans une hypernova, le cœur de l'étoile s'effondrerait sur lui-même pour former un trou noir, produisant alors deux jets de plasma extrêmement énergétiques émis aux pôles de rotation de l'étoile à une vitesse proche de celle de la lumière. Ces jets émettent d'intenses rayons gamma et pourraient expliquer l'origine des sursauts gamma.

## Histoire

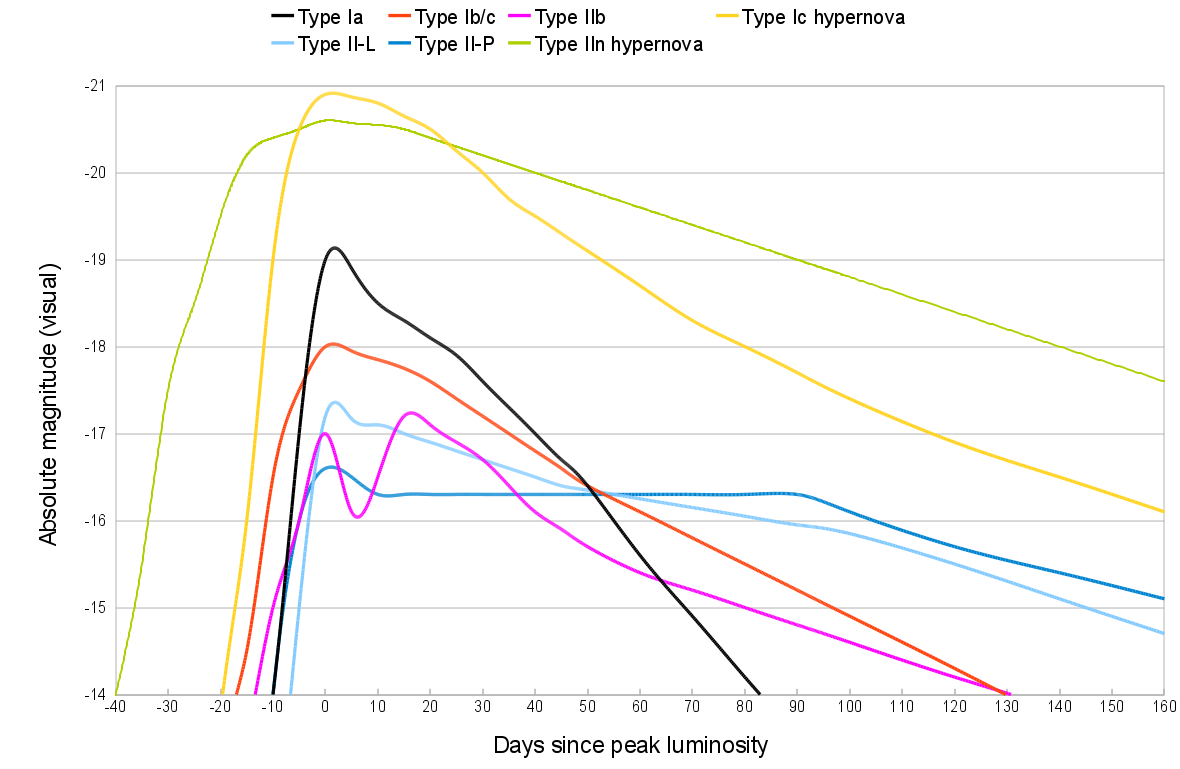
Comparaison entre les luminosités de divers types de supernovas et d’hypernovas.

Avant les années 1990, le terme « hypernova » est utilisé occasionnellement pour décrire les explosions hypothétiques extrêmement énergétiques d'étoiles très massives de population III. Il est également utilisé pour décrire d'autres évènements extrêmement énergétiques tels que la fusion de trous noirs supermassifs.
En 1998, Bohdan Paczyński suggère un lien entre les sursauts gamma et les jeunes étoiles massives et propose d'utiliser le terme « hypernova » pour la partie visible de ces sursauts gamma. Il affirme également que l'énergie de tels événements pourrait être jusqu'à plusieurs centaines de fois supérieure à celles des supernovas connues. À peu près au même moment, une autre étude, présentant diverses supernovas très lumineuses décrites comme des hypernovas mais pas nécessairement associées à des sursauts gamma, est publiée. Au début des années 2000, d'autres études similaires sont publiées et le terme « hypernova » est peu à peu adopté par la communauté scientifique,,.
Le 29 mars 2003, une grande quantité de rayons gamma est observée en provenance de la constellation du Lion par le High Energy Transient Explorer (HETE-II). Environ 1 h 30 plus tard, une lumière brillante est détectée dans la même direction par un télescope de l'Observatoire de Siding Spring, en Australie, de même qu'au Japon. Un spectre détaillé de cette émission est effectué par le spectromètre du télescope Kueyen de l'Observatoire du Cerro Paranal au Chili. Ce nouveau phénomène est alors nommé « hypernova » par des chercheurs de l'Observatoire européen austral.
De nouvelles études sur ces types de supernovas très lumineuses laissent croire que certaines d'entre elles sont dues à des supernovas par production de paires d'étoiles très massives de faible métallicité,.

## Causes

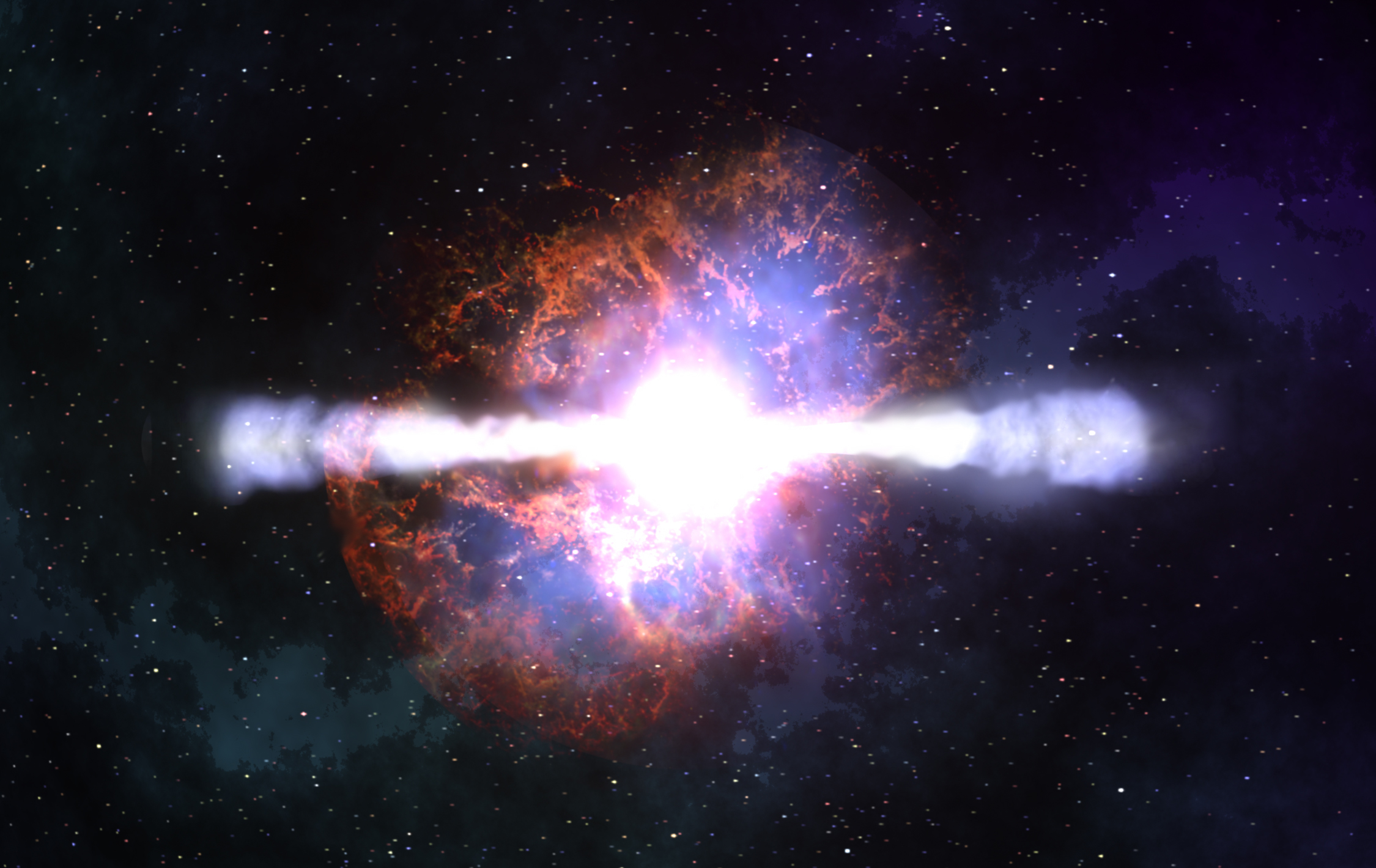
Vue d'artiste des deux jets polaires produits lors de l'explosion d'une hypernova, à la suite de la formation d'un trou noir.

Les théoriciens ont mis au point plusieurs hypothèses pour expliquer la formation d’hypernovas. Parmi ces dernières se retrouve l'explosion d'une étoile très massive en rotation rapide ou baignée dans un champ magnétique puissant. Une autre explication est une collision ou une fusion des deux étoiles d'un système binaire. Malgré l'origine encore mal connue des hypernovas, le résultat est la formation d'un trou noir et la libération d'une très grande quantité d'énergie, principalement sous la forme de rayons gamma.
Une grande variété de modèles sont proposés pour expliquer les hypernovas. Parmi ceux-ci, les modèles de type collapsar et CSM sont les plus acceptés.

### Collapsar
Le mot collapsar, contraction de l'anglais collapsed star (« étoile effondrée » en français), était autrefois utilisé pour désigner le produit final de l'effondrement gravitationnel stellaire, un trou noir stellaire. Le mot est maintenant utilisé pour faire référence à un modèle spécifique pour l'effondrement d'une étoile en rotation rapide. Le modèle collapsar est un type d'hypernova qui produit un objet gravitationnellement effondré, ou tout simplement un trou noir. Lorsque l'effondrement du noyau se produit dans une étoile suffisamment massive, l'énergie de l'explosion est insuffisante pour expulser les couches externes de l'étoile.

### Modèle CSM
Presque toutes les observations d'hypernova présentent des spectres semblables à des supernovas de type Ic ou IIn. Ces dernières ne seraient pas associées à des sursauts gamma.